# Природні ліси Бескидського лісництва
Природні ліси Бескидського лісництва — пралісова пам'ятка природи місцевого значення. Об'єкт розташований на території Долинського району Івано-Франківської області, ДП «Вигодське лісове господарство», Бескидське лісництво, квартал 22, виділи 24, 26; квартал 23, виділ 26.
Площа — 29,2 га, статус отриманий у 2020 році.